# 1631 w polityce
Wydarzenia polityczne w 1631 roku.

## Zmarli
- 21 czerwca John Smith, angielski żołnierz, ocalony od śmierci przez Pocahontas[1].